# Ellen Zwilich
Ellen Taaffe Zwilich (Miami, 30 de abril de 1939) es una compositora y violinista estadounidense, la primera mujer en ganar el Premio Pulitzer de música (1983). Su obra fue atonal en principio para volverse posmodernista y neoromantica.

## Biografía
Zwilich comenzó sus estudios de violinista, se graduó en la Florida State University en 1960. Se mudó a Nueva York donde tocó con la American Symphony Orchestra con Leopold Stokowski. Se enroló en Juilliard, fue la primera mujer en doctorarse en composición. Sus maestros fueron John Boda, Elliott Carter, y Roger Sessions. Pierre Boulez programó su Symposium for Orchestra en 1975.
Compuso obra para su marido el violinista Joseph Zwilich fallecido en 1979.
Su obra Three Movements for Orchestra (Symphony No. 1) ganó en 1983 el Premio Pulitzer y entre 1995-99 ocupó el Composer's Chair en el Carnegie Hall.
Distinguida con los premios Arturo Toscanini Music Critics Award, Ernst von Dohnányi, the American Academy of Arts and Letters, Guggenheim Foundation y cuatro nominaciones al Premio Grammy. 
Pertenece a la Academia Estadounidense de las Artes y las Letras y a la Academia Estadounidense de las Artes y las Ciencias y fue nombrada compositora de 1999 por Musical America.
Ellen Zwilich vive en Nueva York con su marido Erik LaMont.

## Obras selectas
- 1985, Concerto Grosso 300th aniversario de George Frideric Handel).
- 1983, Three Movements for Orchestra (Symphony No. 1) Premio Pulitzer.
- 1984, Celebration for Orchestra.
- Symphony No. 4 "The Gardens" for Chorus, Children's Chorus and Orchestra .
- 1997, Peanuts Gallery.
- 2008, Symphony No. 5 (Concerto for Orchestra) (Premiere, Carnegie Hall, The Juilliard Orchestra, James Conlon).
- 2007, Episodes for Soprano Saxophone and Piano".